# Jincey Lumpkin
Jincey Lumpkin (Carrollton, Georgia; 17 de diciembre de 1979) es una directora y productora de películas pornográficas, actriz y columnista del Huffington Post. Abiertamente lesbiana, fue nombrada una de las 100 personas homosexuales más influyentes por la revista Out en 2010. Fue la fundadora y directora de la marca de entretenimiento Juicy Pink Box, distribuida por Girlfriends Films. Llegó a ser considerada como la "Hugh Hefner del porno lésbico".

## Primeros años
Lumpkin nació y creció en Carrollton, ciudad del condado de Carroll, en el estado estadounidense de Georgia, y se graduó en 1998 de la Darlington School en Rome (Georgia). Asistió a la Universidad Vanderbilt en Nashville (Tennessee), de donde se graduó en 2002. Luego asistió a la Escuela de Derecho de Florida Costera en Jacksonville (Florida), de la que recibió su título de abogada en 2006.

## Carrera
Después de terminar sus estudios de derecho, Lumpkin se mudó a Nueva York para ejercer la abogacía en el sector de la moda. Como no estaba contenta en la oficina, los compañeros de trabajo masculinos de Lumpkin le sugirieron que comenzara a escribir un blog de sexo anónimo, que se volvió lo suficientemente popular como para llevarla a considerar cambiar de carrera. En 2008, dejó la práctica de la abogacía para iniciar su empresa.
Al año siguiente, Lumpkin fundó Juicy Pink Box, un estudio especializado en erótica lésbica y cuya distribución corre a cargo de Girlfriends Films. En marzo de 2013, la compañía había estrenado cinco películas y había recibido varias nominaciones para los Premios AVN y los Feminist Porn Awards. Las películas Taxi y Boutique, ganaron los premios Feminist Porn a la "escena lésbica más caliente" en 2011 y 2012, respectivamente.

## Activismo feminista y LGBT
Lumpkin se considera parte del movimiento de la pornografía feminista, que "busca recuperar el panorama de los medios sexualmente explícitos, ofreciendo una forma más positiva e inclusiva de representar y mirar el sexo". Ha declarado públicamente que se considera a sí misma como una feminista "sexualmente positiva" y ha sido citada diciendo: "Quiero que las mujeres puedan ponerse de pie y decir: 'Me gusta el sexo', y no ser calumniada por ello".
Lumpkin ha escrito extensamente sobre sus luchas con su orientación sexual. En 2010, escribió un artículo para The Advocate en el que hablaba de su batalla con el suicidio después de salir del armario.
En octubre de 2011, Lumpkin comenzó a escribir una columna semanal para la sección Gay Voices del Huffington Post. Lumpkin también ha sido una panelista habitual en Huffington Post Live, apareciendo en segmentos para discutir la obsesión de Hollywood con la pornografía y los impuestos a los clubes de estriptis.
Ha dado conferencias con frecuencia sobre temas relacionados con la sexualidad. Es una defensora de la discusión abierta y honesta y la educación sobre la masturbación. En abril de 2012, habló en la Universidad de Harvard sobre el consentimiento sexual y la pornografía con sexo positivo. También se ha interesado en los robots sexuales y su posible uso para combatir el tráfico sexual. Dio una charla TEDx titulada "¿Son los robots el futuro del sexo?" en diciembre de 2012, extendiéndose sobre el tema también en el Huffington Post Live.